# Бахир, Арье
Арье Баир (Бахир) (при рождении Геллер; 1 мая 1906, Одесса — 13 сентября 1970) — израильский политический деятель, депутат Кнессета трех созывов от партий МАПАЙ (1949—1951, 1955—1959), РАФИ (1967—1968) и Партии труда (1968—1969), а также блока Маарах.

## Биография
Родился в Одессе (Российская империя, ныне Украина) в семье Меира Геллера и Берты Гнессин. Учился в еврейской гимназии и Политехническом институте, был членом молодёжной организации «Ха-шомер ха-цаир». В 1924 году совершил алию в Эрец-Исраэль, был одним из основателей кибуца Афиким. Участник движения «Ха-кибуц ха-меухад» (Объединенные кибуцы). Глава фракции «Нецах» в «Ха-шомер ха-цаир».
В 1949 году избран в Кнессет первого созыва по списку МАПАЙ. По списку этой партии также избран в 1955 году в парламент третьего созыва. В 1965 году избирается в Кнессет шестого созыва от партии РАФИ (Рабочий список), основанной бывшим премьер-министром Давидом Бен-Гурионом.